# Dămienești
Dămienești là một xã thuộc hạt Bacău, România. Dân số thời điểm năm 2002 là 1920 người.